# Max Wislicenus

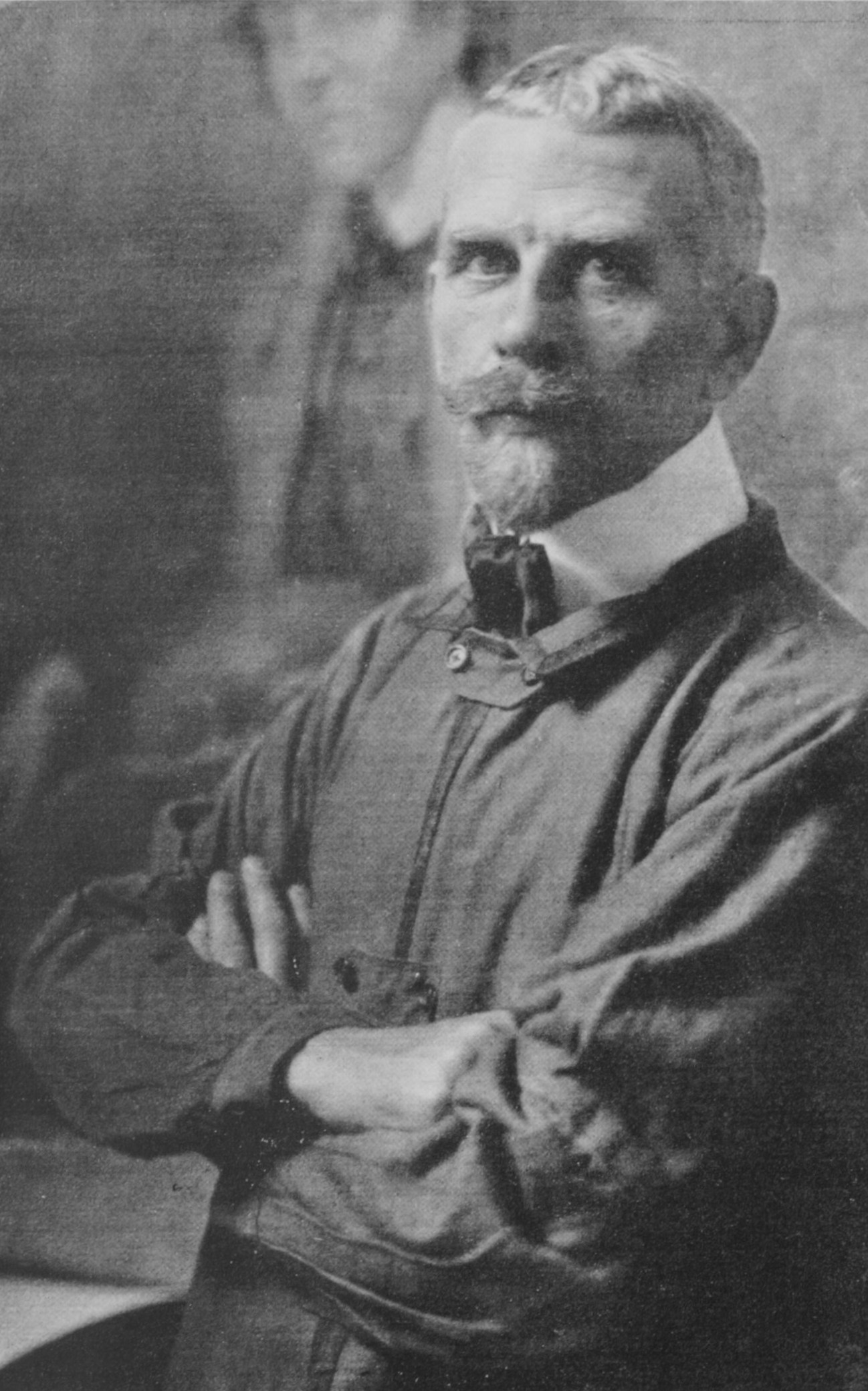
Max Wislicenus, fotografiert von Max Glauer

Max Wislicenus (* 17. Juli 1861 in Weimar; † 25. Mai 1957 in Dresden-Pillnitz) war ein in der Malerei und in der Bildwirkerei tätiger Künstler und Professor der Königlichen Kunst- und Gewerbe-Akademie in Breslau (Schlesien). Der Admiralitätsrat und Marineschriftsteller Georg Wislicenus (1858–1927) und der Maler Hans Wislicenus (1864–1939) waren seine Brüder. 

## Leben und Wirken

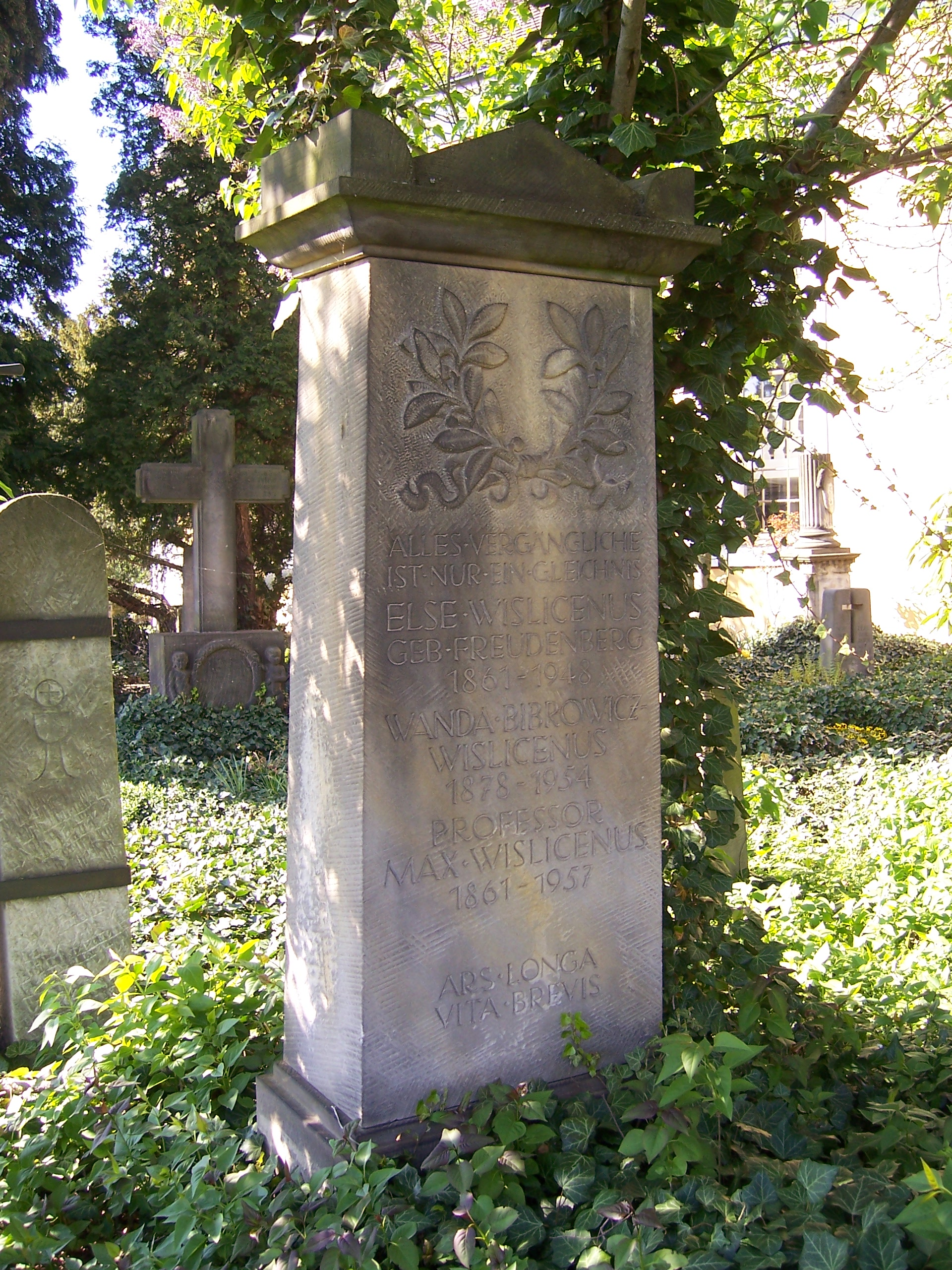
Grab von Max Wislicenus auf dem Kirchfriedhof „Maria am Wasser“ in Dresden-Hosterwitz

Der Sohn des Historienmalers Hermann Wislicenus, Akademieprofessor in Düsseldorf, studierte in den Jahren von 1880 bis 1889 in Düsseldorf an der Kunstakademie bei Eduard Gebhardt und Wilhelm Sohn und bis 1891 in München und heiratete 1894 Else Freudenberg, die Ende des Jahres Tochter Gonhild gebar. 1896 berief das Preußische Kultusministerium ihn als Lehrer an die Zeichen- und Malklasse der Königlichen Kunst- und Gewerbeschule in Breslau, die 1911 den Rang einer Akademie erhielt. Wislicenus war hier bis 1919 tätig, wurde 1900 zum Professor ernannt und übernahm die Klasse für Textilkunst. 1904 gründete er die Werkstatt für Gobelinweberei, deren technische Leitung er Wanda Bibrowicz übertrug. Im Jahr 1908 war er Gründungsmitglied des „Künstlerbundes Schlesien“.
Zu Beginn des Ersten Weltkriegs war Wislicenus einige Monate im russisch besetzten Ostpolen und malte Bilder vom Kriegselend. Als die Regierung Sachsens die Tapisserieweberei beleben wollte, erhielten Wislicenus und Bibrowicz staatliche Aufträge und Arbeitsräume in einem Seitenflügel von Schloss Pillnitz bei Dresden. Hier gründeten sie 1919 die „Werkstätten für Bildwirkerei Schloss Pillnitz“. Er war u. a. 1940 auf der Ausstellung des Dresdner Künstlerbunds „Erste Ausstellung Kriegsjahr 1940“ in Dresden vertreten.
Wislicenus lebte bis 1945 mit seiner Familie im nahen Hosterwitz und zog nach der Zerstörung Dresdens ins Atelier um. Nach dem Tod seiner Frau Else im Jahr 1948 heiratete er Wanda Bibrowicz († 1954) und übergab 1955 die Reste der „Werkstätten“ an die Staatlichen Kunstsammlungen Dresden. Etwa die Hälfte seines Lebenswerks wurde durch Kriegseinwirkung vernichtet, ein Teil blieb in Schlesien oder Mitteldeutschland verschollen. Am 25. Mai 1957 starb Max Wislicenus im 96. Lebensjahr an Kreislaufversagen und wurde auf dem Kirchfriedhof „Maria am Wasser“ in Dresden-Hosterwitz neben Else und Wanda beigesetzt.

## Veröffentlichungen
- Moderne Bildwirkereien aus den Werkstätten der Königlichen Kunstschule zu Breslau, 1908 (online auf pkgodzik.de)